# Eva Gonzalès
Eva Carola Jeanne Emmanuela Antoinette Gonzalès, (París, 19 de abril de 1849-París, 5 de mayo de 1883) fue una pintora impresionista francesa de ascendencia española y monegasca.

## Biografía
Durante décadas Eva Gonzalès fue recordada exclusivamente por su labor como modelo de los pintores impresionistas franceses, como Manet, pero poco a poco su figura como pintora va siendo recuperada, junto a su biografía.  Sus obras se expusieron en algunas de las principales pinacotecas del mundo, dando a conocer a todos los ciudadanos la destreza que la artista tenía en la pintura, y aunque se fue despegando de las técnicas impresionistas para decantarse por los tonos claros influenciados por Degas, Eva Gonzalès es considerada una mujer impresionista debido a que comenzó sus primeros conocimientos bajo la técnica de su profesor Manet.
Hija del escritor Enmanuel Gonzalès, nacido en Saintes, pero de origen español y que pretendía ser descendiente de una de las doce familias monegascas ennoblecidas por el emperador Carlos V, novelista, dramaturgo y redactor del periódico Le Siècle, además de fundador de La Revue de France, con la que alcanzó un gran reconocimiento. Su madre, Marie Céline Ragout, era una reputada música, hija de un industrial de Lyon; de este modo, Eva Gonzalès recibió una esmerada educación y creció rodeada de la más exquisita intelectualidad de París

## Inicios de su Trayectoria profesional
Comenzó a estudiar pintura a los 16 años. Discípula de Charles Joshua Chaplin, un pintor que había desarrollado un programa de estudios artísticos para mujeres.
Este acontecimiento fue generado por la estrecha relación de amistad que Chaplin tiene con Emmanuel Gonzalès, padre de Eva Gonzalès y su reputación, para la incorporación y regularización de mujeres en su escuela.  Una vez integrado dicha regularización Philippe Jourde, padrino de Eva Gonzalès, recomendó y escogió a Chaplin como su instructor en enero de 1865.  Tras un período de tres años, Chaplin fomentó en Eva Gonzalès su aptitud para dibujos al pastel, adquiriendo el afán por estos tonos.
Chaplin a pesar de su nueva regulación no estaba acostumbrado a pensar en las mujeres como artistas, sino como modelos y objetos hacia la mirada masculina,  y probablemente Eva Gonzalès, no sería una excepción. 
Durante su estancia en la escuela de Chaplin, Emmanuel Gonzalès comenzó a ver sus dotes artísticas y entre 1868 y 1870 aconsejó a Chaplin que asegurara un taller a su hija Eva Gonzalès, después de haber tenido grandes éxitos en el Salón de 1870, pero Chaplin estaba convencido de que una mujer no podía obtener dichas propiedades sin antes estar casada, demostrando su actitud ambivalente hacia Eva Gonzàles. Esta reflexión recuerda a la recogida tras la lectura que Pollock realizó sobre las mujeres en la burguesía. Más tarde lo será de Édouard Manet, en cuyo taller fue modelo y alumna. La influencia de Manet en su pintura es visible hasta 1872; después su estilo se vuelve más personal, especializándose en obras al pastel y tonalidades claras.
En 1869, Eva Gonzalès tomó una nueva dirección cuando conoció a Edouard Manet en la casa de Alfred Stevens, un pintor belga. Siguiendo este encuentro casual, Gonzalès pidió permiso a su padre para recibir clases de pintura en el taller de Manet en la Rue de San Petersburgo, aceptando tales peticiones tras su conversación con Chaplin.
Gonzalès estuvo en el estudio de Manet con doble propósito: recibir críticas de su propio trabajo, debido a la relación que Manet tenía con los críticos de arte de París, abiertamente antagónica. Pero esto no era una preocupación para Eva Gonzàles, porque su padre al ser una figura tan importante y estimada en París, inducía a muchos de los críticos a desviar o bajar el tono de sus declaraciones.
En palabras de Roger-Marx: «Aunque los críticos eran generalmente más benevolentes hacia Gonzalès que hacia su maestro, los comentarios que con frecuencia recibía Gonzalès le recuerda lo comprometido que es trabajar con tan “provocador” artista».
Los críticos hablaban de Gonzalès como alguien que se dejaba manejar fácilmente por su instructor, Manet. Por esta razón, advirtieron a Gonzalès en repetidas ocasiones que se contrapusiera a seguir sus pasos, acto que Gonzalès se negó a seguir, considerando a Manet, no sólo su profesor, sino también amigo y consejero, creando una controversia   con su compañera Berthe Morisot, mostrando indiferencia hacía ella.
En los años donde Eva Gonzalès trabajó en el taller, como alumna y musa de Manet, ha tenido un afecto duradero sobre cómo Gonzalès ha sido “vista”. Algunos estudiosos, como Tamar Garb, afirma que Gonzalès es más conocida como la modelo de Manet que como artista profesional por derecho propio. Garb sostiene que “muchos relatos de su vida no  viene casi por igual por esta razón”, la mayor parte que conocemos sobre Eva Gonzàles se ve apropiada por el retrato que Edouard Manet en 1870 realizó a Eva Gonzáles.
Manet  retrata a Gonzalès, influyendo considerablemente entre los espectadores sobre la realidad de Eva Gonzalès, en el retrato se refleja a una señora de la alta burguesía por su traje y desinterés en lo que está creando, cuando realmente el retrato muestra una visión contraria a la realidad, pero que se tardó en descubrir, debido a que por estos motivos a Eva Gonzalès siempre se la consideró como la musa de Manet y no como artista impresionista.
Aspecto que Tamar Garb, pone mucho énfasis, lo inapropiado que Manet retrata a Gonzalès atenuando su forma de vestir y no su tarea en cuestión. Todos los espectadores ven de Gonzalès como una señorita más que posa para Manet con vestido elegante, costoso y voluminoso, y de pálido color, en vez de mostrarse como pintora. De esta manera, Gonzalès es tomada por como Manet, la posiciona en el caballete “problemática y poco convincente.” Por esta cuestión, los espectadores no pueden evitar tener la impresión de que las habilidades de Gonzàles necesitaban  ser mejoradas.

## Trayectoria artística
Eva Gonzalès decidió no participar en exposiciones impresionistas, fiel a Manet,  prefiriendo mostrar su trabajo en el Salón oficial y en 1870,  expuso en París, «El soldadito». Una pintura al óleo en el que se representa una figura militar inspirada en el famoso pífano de Manet, y en la que muestra la influencia de este, sobre todo en la elección de fondos oscuros y  la maestría del dibujo.
El dibujo es perfecto resaltando los detalles del traje y las calidades de las telas, la luz procedente de la izquierda resbala sobre el pequeño, produciendo un atractivo contraste de luces y sombras, situando la figura del soldadito en un espacio neutro en el que no existe diferenciación entre suelo y pared, como ya había hecho anteriormente Velázquez.
La temática de un niño vestido de militar con un instrumento musical en la mano la tomo Gonzalès del Pífano realizado años atrás por su maestro Manet, siguiendo el barroco español. La crítica aceptable del público vendría motivada por la edad de la artista, que hasta ese momento solo tenía unos 20 años. Además, el tema resultó sumamente atractivo para una sociedad que pronto se enzarzaría en la Guerra Franco-prusiana.
En 1871 comienza la segunda etapa de su carrera artística, influenciada por Edgard Degas, caracterizándose en sus pinceladas los detalles de las particularidades de este pintor, realizando una obra ese mismo año, Despertar. El espíritu intimista que manifiesta Eva Gonzalès en esta obra se encontraba en sintonía con Berthe Morisot, su compañera en el estudio de Manet. Una joven vestida con un camisón blanco recibe los rayos del sol en su cama; las tonalidades blancas de las sábanas y los almohadones se convierten en protagonistas, así como las sombras coloreadas típicas del impresionismo. Las pinceladas empleadas son esbozadas, aplicando el color con rápidos toques que no consiguen disimular el prodigioso dibujo que exhibe la joven pintora, patente en la volumetría de la figura, la mesilla de noche con decoración de taracea perfectamente detallada o las lilas y el libro.
En 1874 pintó una de sus obras más conocidas, Mujer de rosa, en la que se pone de manifiesto la temática intimista que caracteriza al impresionismo. En este cuadro resalta una vez más la influencia de Degas, combinando una técnica sinuosa y tamizada, con tonos pasteles, representando de forma realista a la que le serviría como modelo, su hermana Jeanne. Ese mismo año pintó también Palco en el teatro, que se encuentra actualmente en el Museo d’Orsay de París, en la que trató una temática más comúnmente practicada por sus compañeros varones, la que mostraba el mundo del espectáculo y la noche parisina. Pero la escena que Gonzàles refleja en el lienzo está muy alejada de lo que mostraban las obras de sus compañeros. Lo representado en el lienzo de Gonzàles es una pareja que asiste a una representación en el Theâtre des italiens, ella con la mirada cabizbaja, pendiente del espectáculo, mientras él aparece mostrando un aire de superioridad con el que recalca la belleza de la mujer que tiene a su lado y su estatus en la sociedad.
Otros de sus trabajos destacables fueron el pastel Sombrerera, de 1877, en el Chicago Art Institute, Lectura en el bosque, de 1879, y Paseo en burro, de 1880, expuesto en el Bristol Museum and Art Gallery.

## Últimos años
El 23 de febrero de 1879 se casó con uno de los hermanos del grabador Henri Guérard. Continuó con su carrera artística haciendo de sus amigos y familiares los protagonistas de sus lienzos. Eva Gonzalès fue reconocida por la crítica parisina, pero disfrutó de una fama efímera. 
La pareja tuvo una hija, Julie, pero Eva falleció a causa de una embolia originada en el parto, cinco días después de la muerte de su maestro Manet, el 5 de mayo de 1883, con tan sólo 34 años de edad. Está enterrada en el cementerio de Montmartre, en París.
Gonzalès durante su corta vida artística, nunca quiso participar en las muestras de los Impresionistas, en primer lugar, porque buscaba una temática bastante más profunda que las personales, pero intrascendentes, copias de la realidad inmediata que aquel primer ismo propagó, y en segundo, porque su pincel y paleta se independizan y Eva Gonzalès nos traspasa trabajos verdaderamente exquisitos, llenos de colores y luz, realmente metafóricos en su búsqueda de una representación con significados abstractos. Aun así estuvo considerada parte del movimiento impresionista junto a sus coetáneas Mary Cassat y Berthe Morisot.
Dos años después de su fallecimiento, sus compañeros le dedicaron una exposición póstuma que se inauguró el 22 de enero de 1885, en la sala "La vie Moderne", y otra fue realizada por el Salón de Otoño de 1924, en la que se reconocía la aportación de la artista al Impresionismo. Tras la muerte repentina, su marido Henri Guérard, su padre Emmanuel Gonzalès, y una amiga de la familia Léon Leenhoff, decidieron poner en venta sus obras en París. Y en honor a la ocasión, el crítico de arte francés Octave Mirabeau compuso un homenaje a su carrera artística, en la que afirmó que:

Ce qui frappe surtout, dans le talent d'Eva Gonzalès, c'est ... La simplicité, la sincérité ... Aucune mièvrerie de femme, aucun désir de faire joli et sympathique, et pourtant quel charme exquis!
Lo que más te impresiona de todo, en el talento de Eva Gonzales, es... Simplicidad, sinceridad... ¡Sin afectación, sin deseo de lucir bonita y amigable, y sin embargo, qué encanto tan exquisito!

En febrero de 2008 el Museo Schirn de Fráncfort abrió una exposición con la obra de Eva Gonzalès y otras tres pintoras impresionistas, las francesas Berthe Morisot y Marie Bracquemond y la estadounidense Mary Cassatt que, en opinión de la comisaria Ingrid Pfeiffer, no han recibido aún el trato que merecen de parte de la mayoría de los historiadores del arte.
Explicó que la exposición estaba motivada por la necesidad de reconocer a estas pintoras, que no habían recibido aún el reconocimiento que merecen por parte de la inmensa mayoría de los historiadores de arte. Sus obras se caracterizaban por ser la más academicista de las manifestaciones impresionistas, y también por el gusto por los temas sencillos y por los interiores.

## Galería

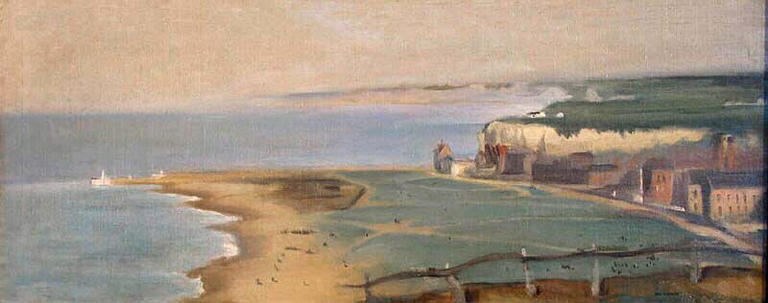
La playa de Dieppe (vista desde el castillo), Château-Musée, Dieppe, 1871
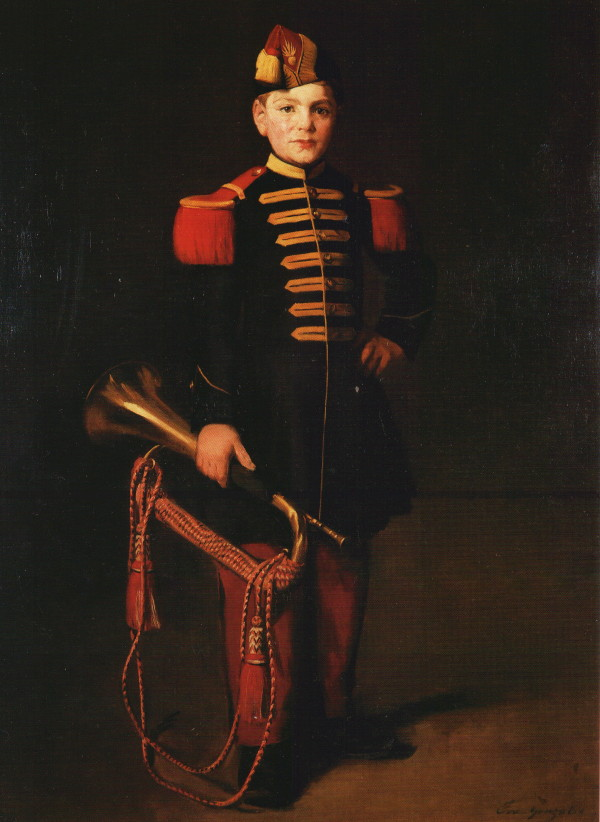
Niño de la Compañía (o El Trompeta), Musée Gaston Rapin, Villeneuve-sur-Lot, 1870
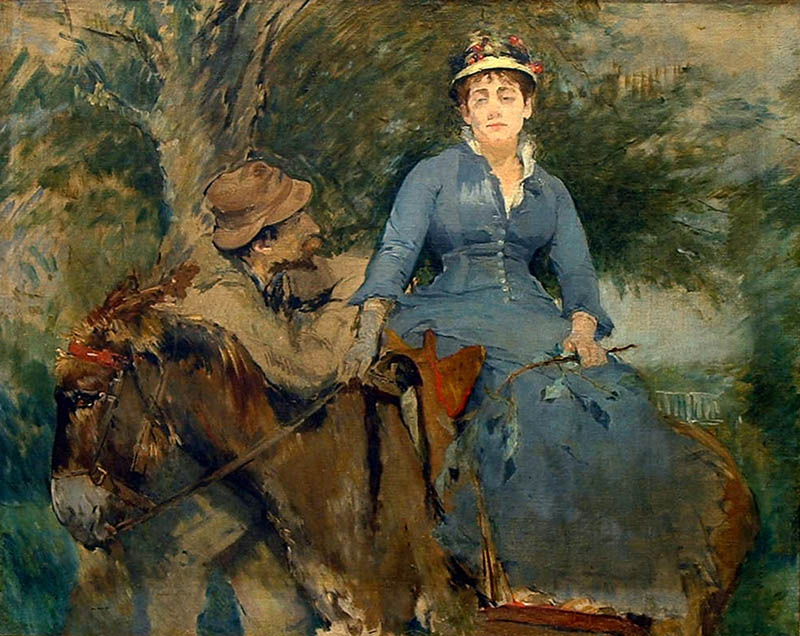
El paseo en burro, City Museum & Art Gallery, Bristol, Inglaterra, 1880
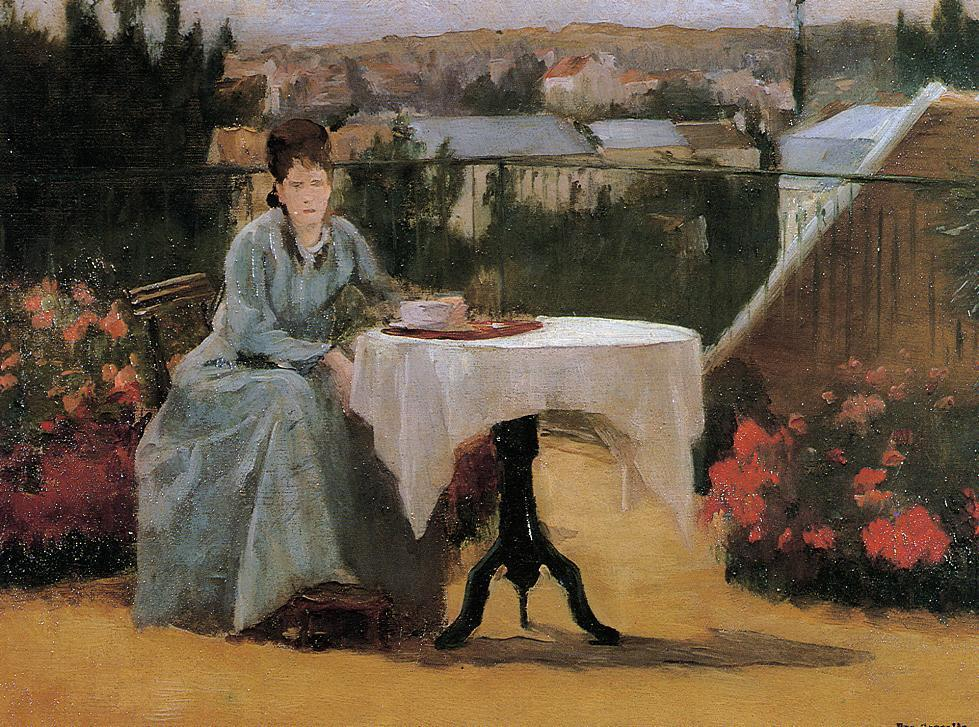
Té de la tarde o En la terraza (Pontoise), colección particular, 1877–1878
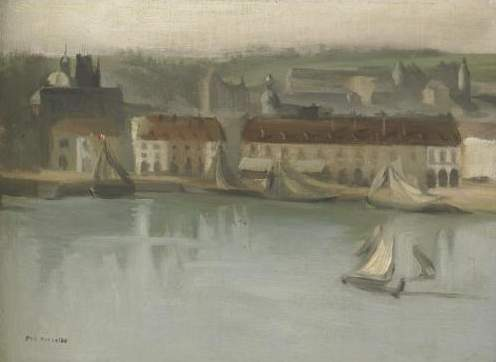
El puerto exterior (Dieppe), colección particular
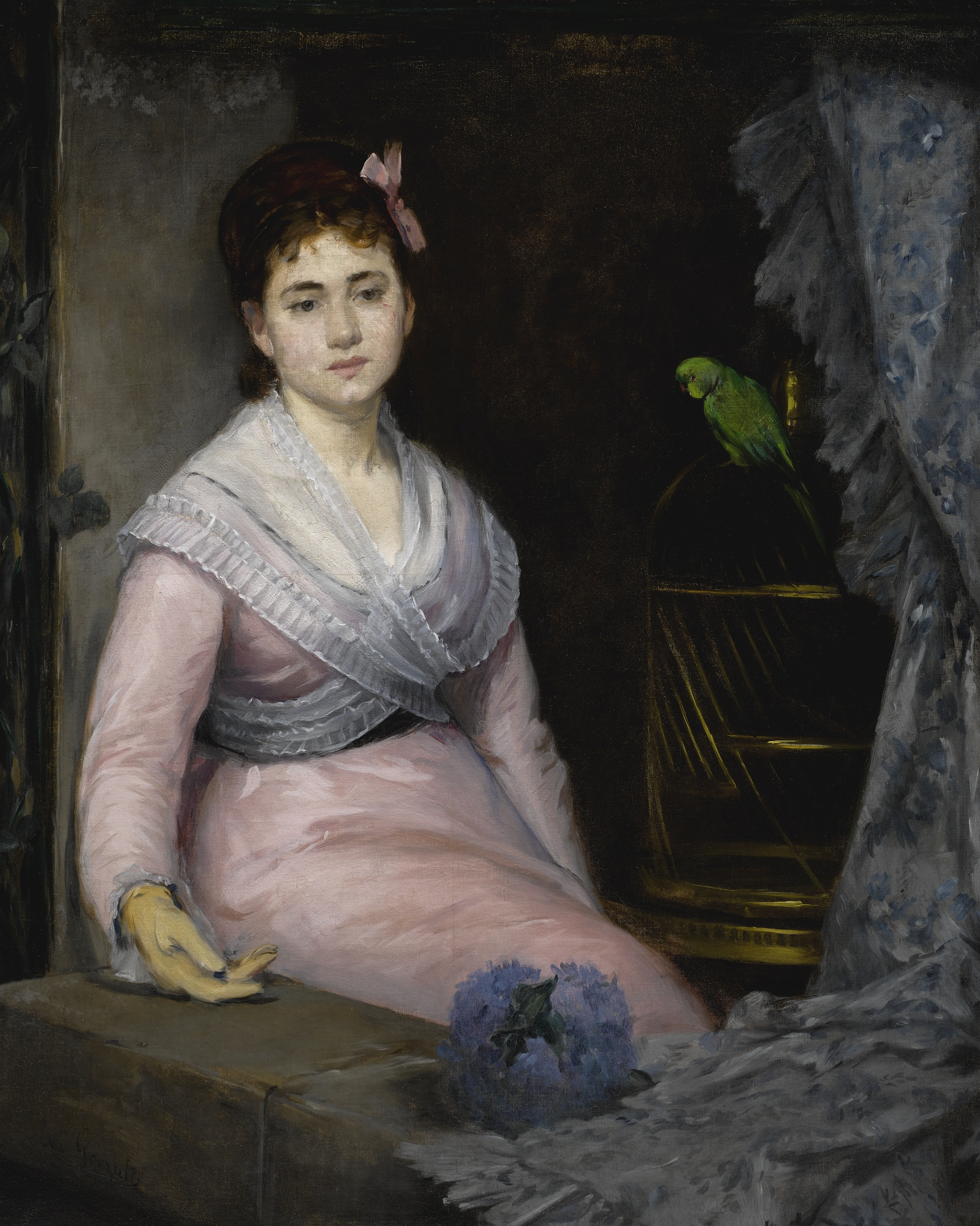
La indolencia, colección particular, 1871–1872
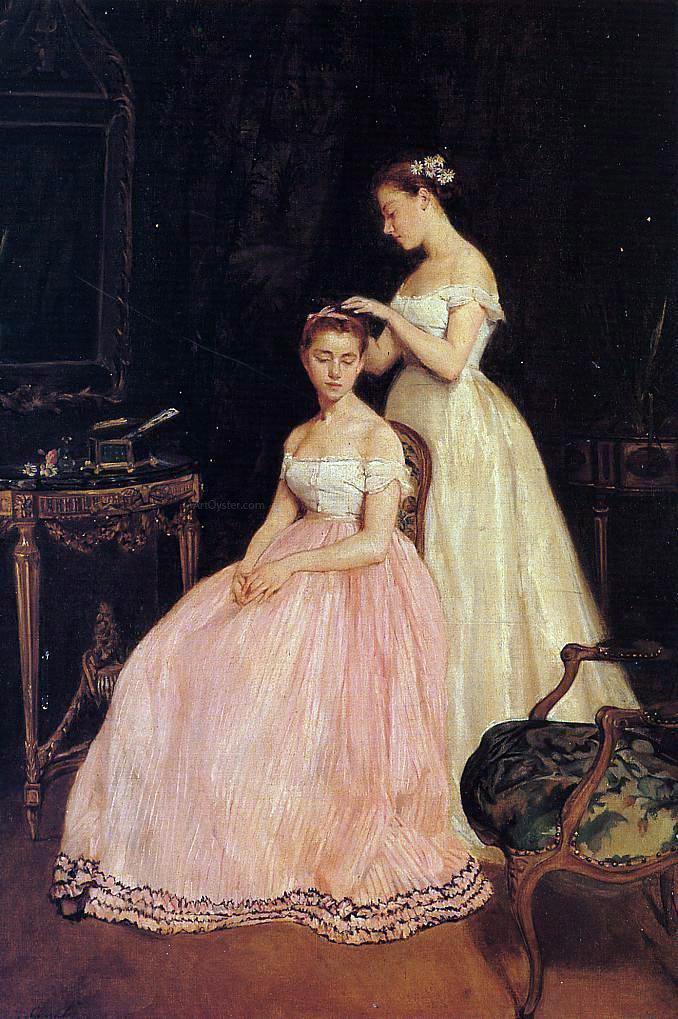
La toilette, colección particular, 1879
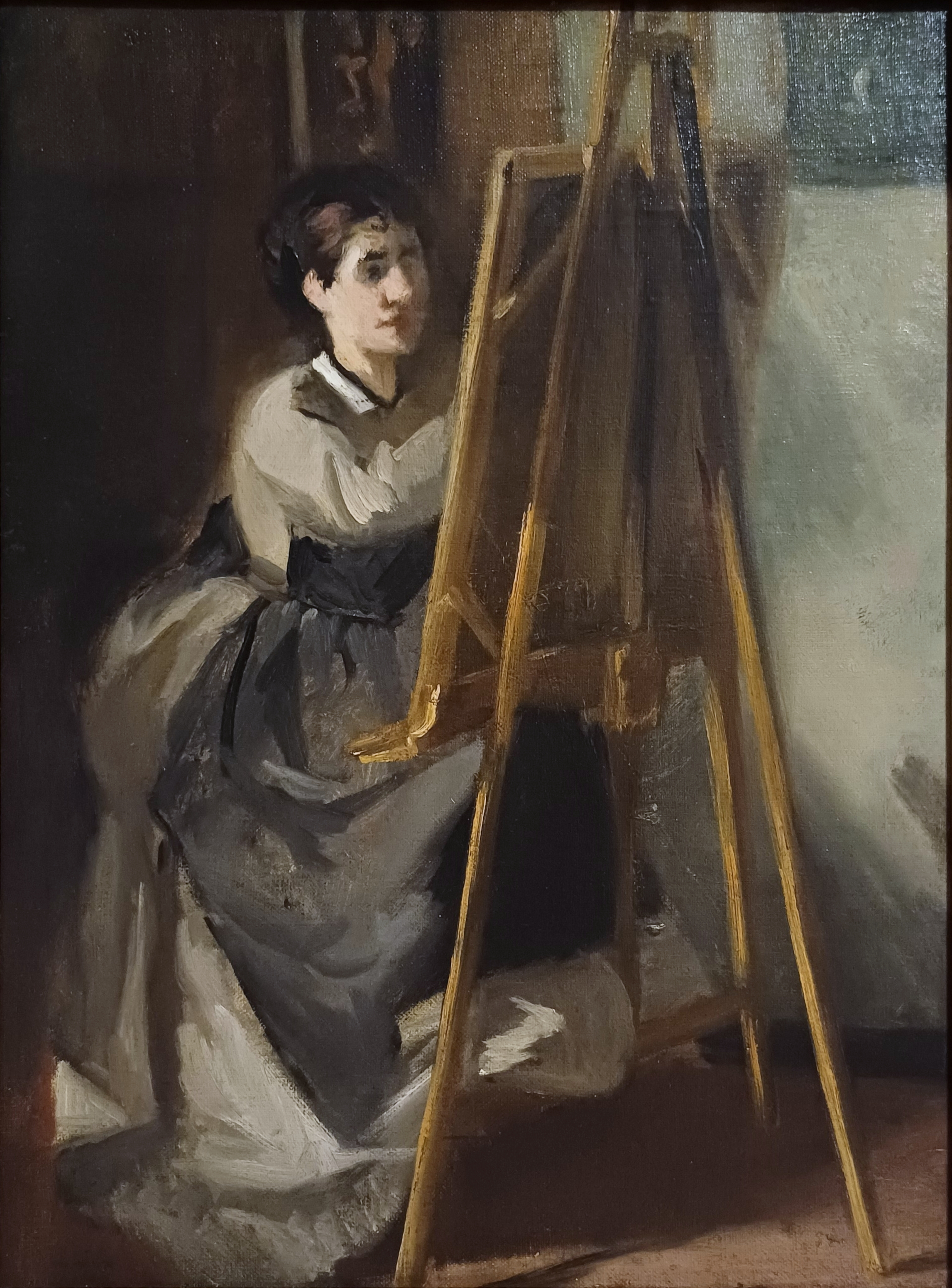
La joven alumna (retrato de la hermana de la artista), colección particular, 1871–1872
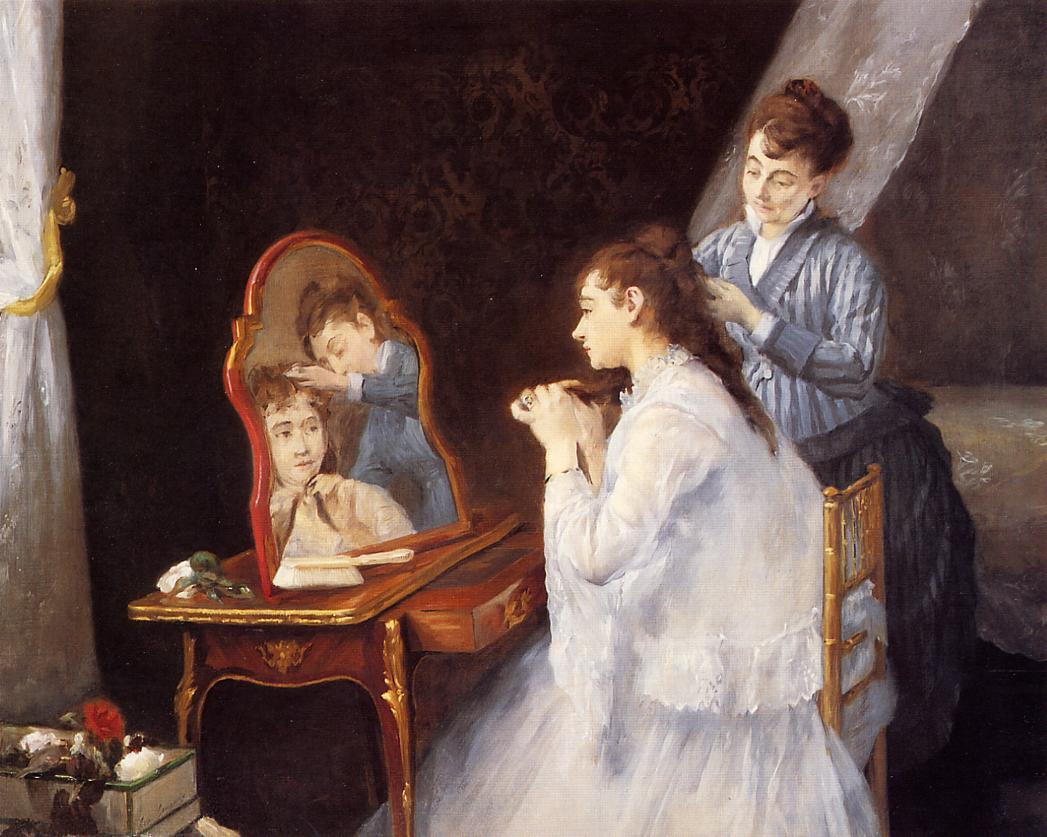
Le petit lever, colección particular, 1875
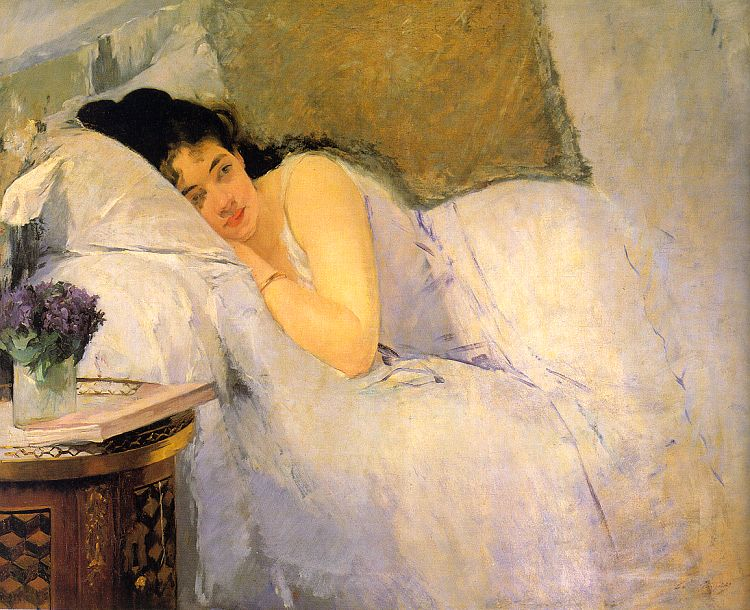
El despertar en la mañana, Kunsthalle Bremen, Bremen, Alemania, 1876
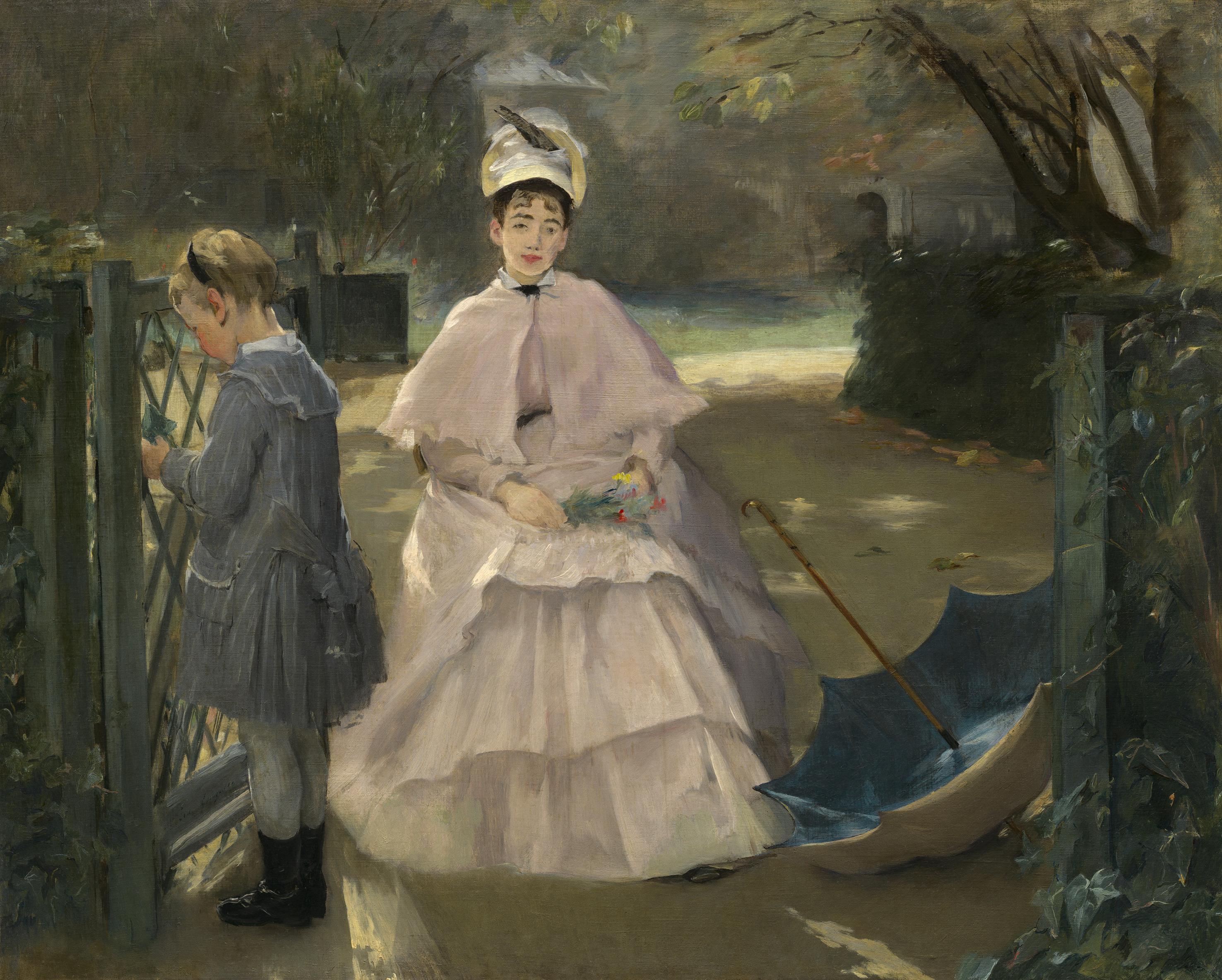
Niñera con niña, National Gallery of Art, Washington D.C., 1877–1878
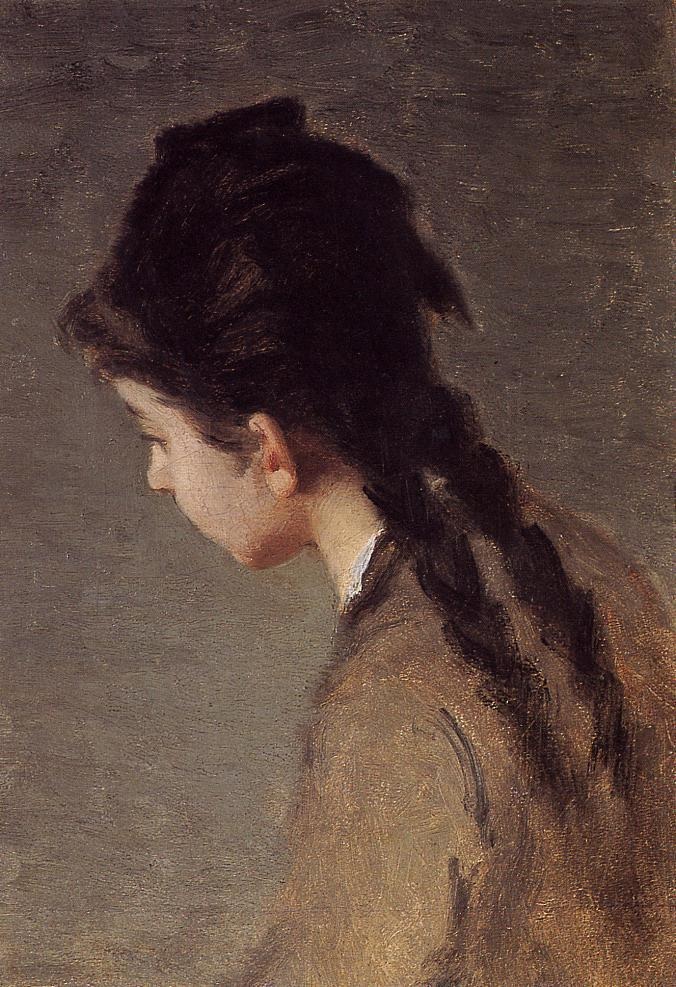
Pequeño perfil con trenzas (Jeanne Gonzalès, hermana de la artista), colección particular
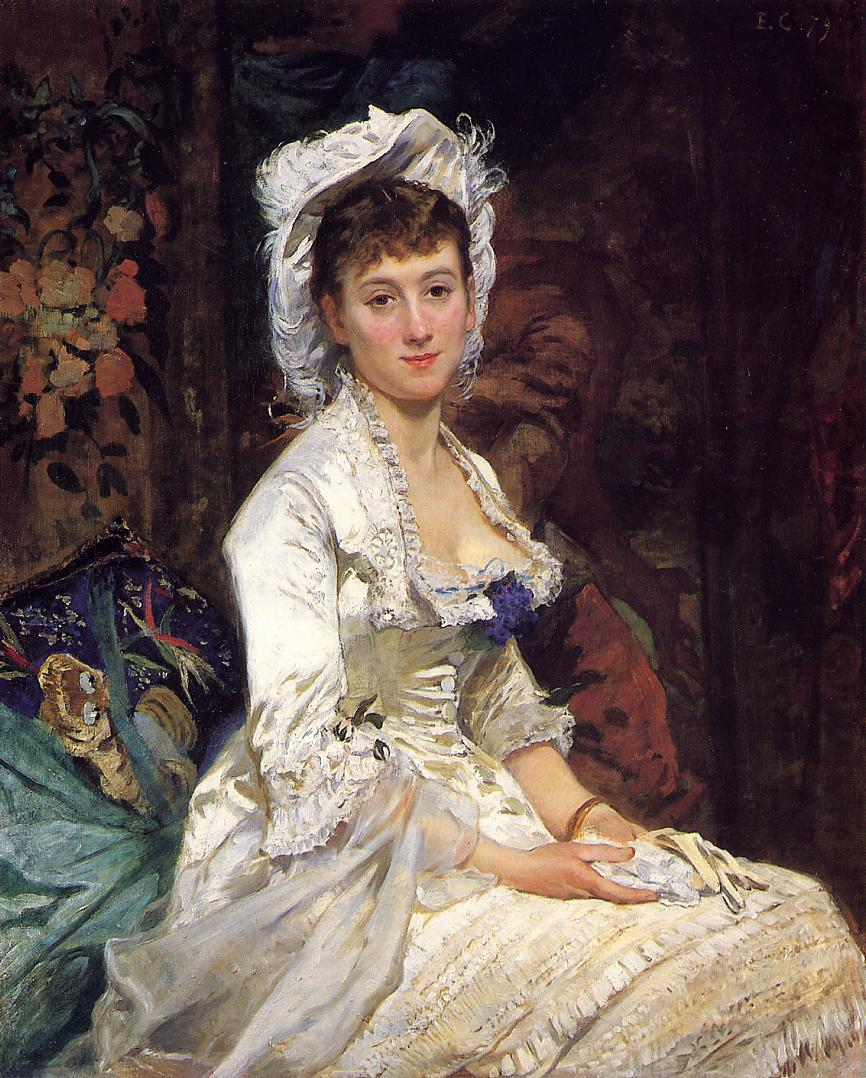
Retrato de una joven de blanco, colección particular, 1873–1874
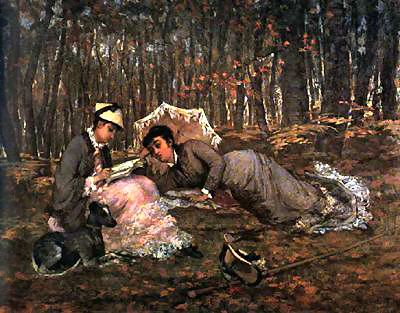
Leyendo en el bosque, Musée du Petit Palais, París, 1880
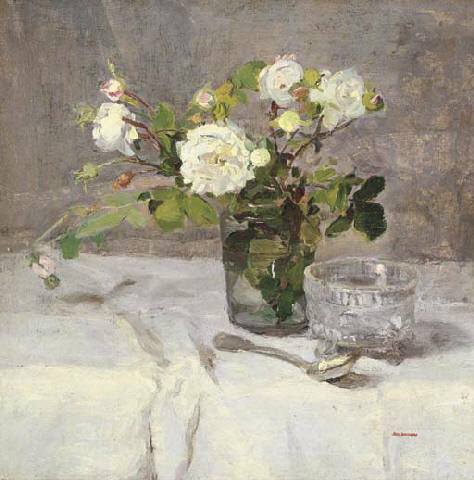
Rosas en una jarra, colección particular, 1880–1882
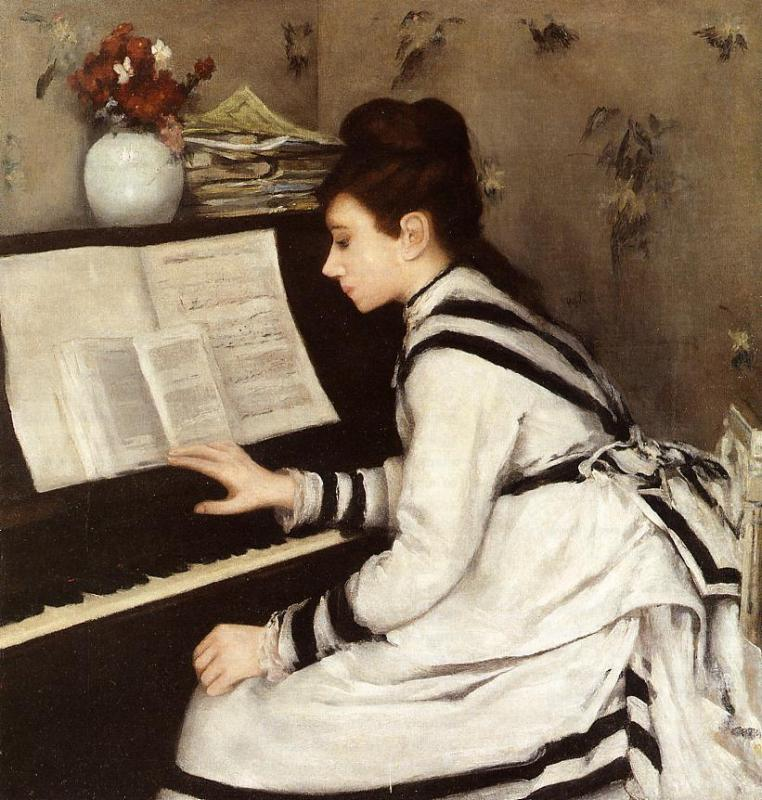
Secretamente, colección particular, 1877–1878
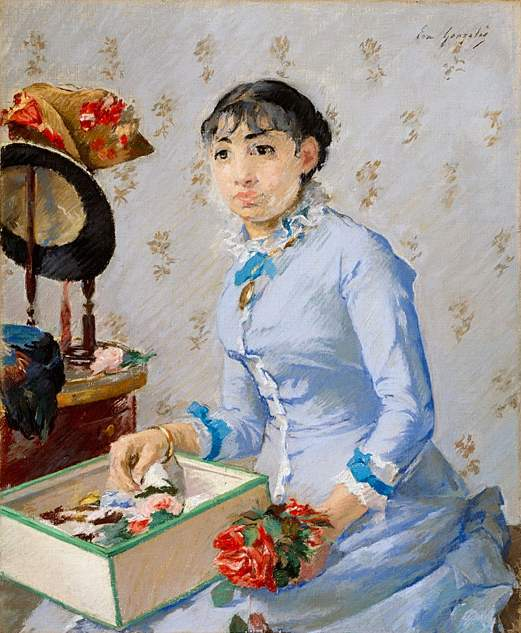
La sombrerera, The Art Institute of Chicago, c. 1882–1883
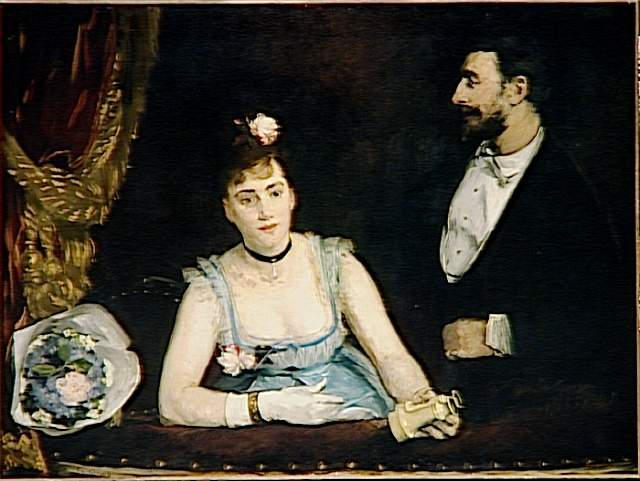
Un palco en la Ópera de los Italianos, Musée d'Orsay, París, 1874
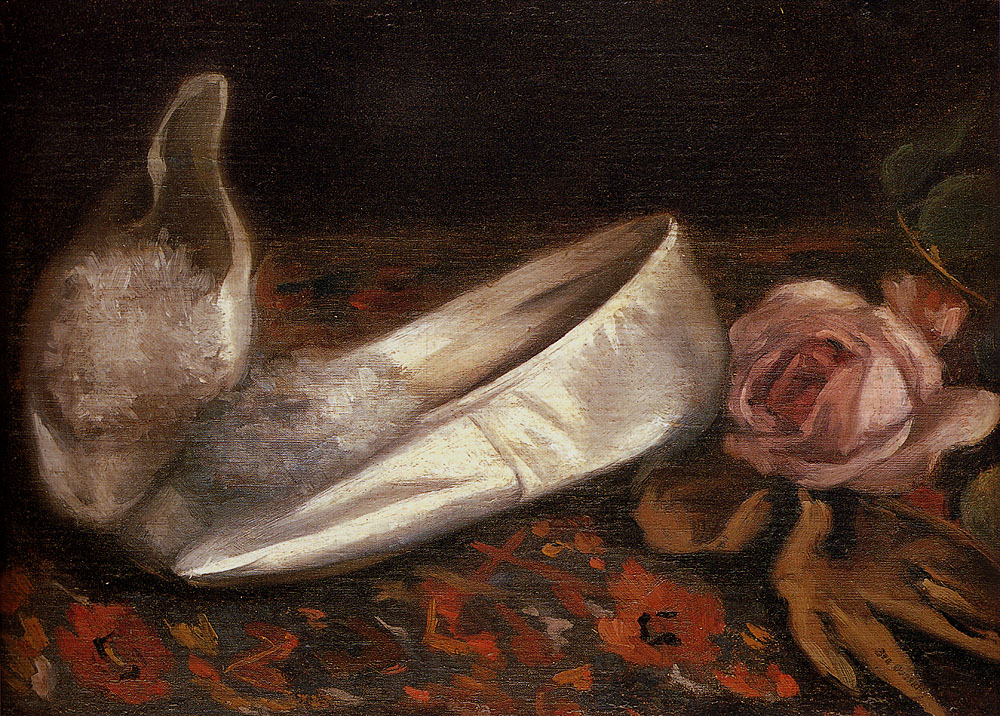
Zapatos blancos, colección particular, 1879–1880
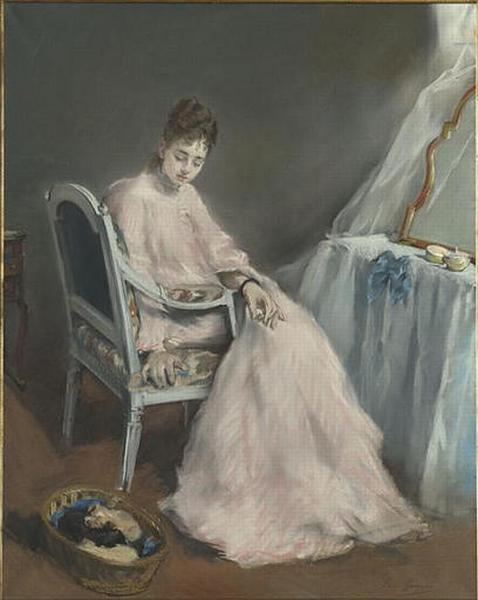
La nichée; «La mañanita rosa», Museo de Orsay, París, 1873–1874